# Архиепархия Маринги
 Архиепархия Маринги  (лат. Archidioecesis Maringaënsis) — архиепархия Римско-Католической церкви с центром в городе Маринга, Бразилия. В митрополию Маринги входят епархии Кампу-Морана, Паранаваи, Умуарамы. Кафедральным собором архиепархии Маринги является церковь Пресвятой Девы Марии.

## История
1 февраля 1956 года Римский папа Пий XII выпустил буллу «Latissimas partire Ecclesias», которой учредил епархию Маринги, выделив её из епархии Жакарезинью. В этот же день епархию Маринги вошла в митрополию Куритибы.
20 января 1968 года епархия Маринги передала часть своей территории в пользу возведения новой епархии Паранаваи. 31 октября 1970 года епархия Маринги вошла в митрополию Лондрины.
16 октября 1979 года Римский папа Иоанн Павел II выпустил буллу «Quamquam est munus», которой возвёл епархию Маринги в ранг архиепархии.

## Ординарии архиепархии
- архиепископ Jaime Luiz Coelho (3.12.1956 — 7.05.1997);
- архиепископ Мурилу Себастьян Рамус Крижир (7.05.1997 — 20.02.2002) — назначен архиепископом Флорианополиса;
- архиепископ Жуан Брас ди Авис (17.07.2002 — 28.01.2004) — назначен архиепископом Бразилиа;
- архиепископ Anuar Battisti (29.09.2004 — 20.11.2019, в отставке);
  - João Mamede Filho (20.11.2019 — 1.07.2020 — апостольский администратор);
- архиепископ Severino Clasen, O.F.M. (1.07.2020 — по настоящее время).

## Источник
- Annuario Pontificio, Ватикан, 2007
- Булла Quamquam est munus Архивная копия от 12 сентября 2010 на Wayback Machine  (лат.)